# Biserica Sfântul Atanasie din Niculițel
Biserica Sfântul Atanasie din Niculițel este un monument istoric aflat pe teritoriul satului Niculițel, comuna Niculițel.
A cunoscut patru etape de construire și existență. Începutul primei perioade a fost datat, pe baza materialului numismatic descoperit, în jurul anului 1281; această prima faza de existență durează până la începutul sec. XV, când lăcașul este distrus. După circa un secol în care nu funcționează, biserica este reconstruită, în sec. XVI. În cursul sec. XVIII edificiul este mărit (i se lărgește pronaosul). Lăcașul capătă aspectul pe care îl are și astăzi, în jurul anului 1880. Atunci a fost extins din nou, adăugându-i-se și o clopotniță din lemn, care din păcate nu se mai păstrează.